# Tratado de Malbork

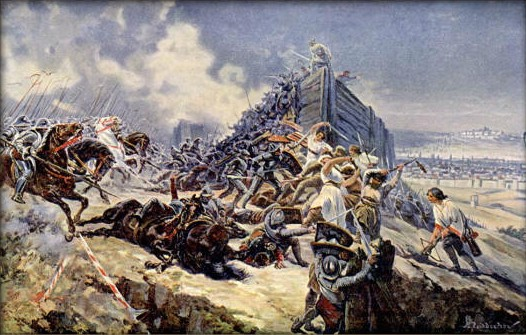
Las unidades checas, apoyándose en fortificaciones de campaña, repelieron el ataque de los caballeros, lo que supuso una revolución en las formas de librar guerras en el.

El tratado de Malbork se firmó el 9 de octubre de 1454 en la fortaleza de Marienburg (Malbork). Lo firmaron las autoridades de la Orden Teutónica, representadas por el Gran Maestre Ludwig von Erlichshausen, y los comandantes (rittmasters) de las tropas mercenarias que luchaban en nombre de la Orden en la Guerra de los Trece Años, representados por Bernard von Zinnenberg (Bernard Szumborski). A cambio de obtener una garantía y el derecho a vender las fortalezas prusianas más importantes que aún estaban bajo el control de la Orden por una compensación militar impagada, los mercenarios aceptaron continuar las operaciones militares en nombre de la Orden hasta el 19 de febrero de 1455, pese a no haber recibido el pago acordado. Esto permitió a la Orden Teutónica rechazar la ofensiva polaca sobre Malbork en enero de 1455, reconquistar Königsberg (Kaliningrado) y Samland a la Confederación Prusiana, y recuperar el control de varias fortalezas.
El incumplimiento del plazo de pago acordado, así como de los plazos de pago posteriores, condujo a la venta de la fortaleza no conquistada de Malbork al Reino de Polonia por parte de los mercenarios comandados por Oldrich (Ulrich) Czerwonka y Nikolai Welfersdorf el 6 de junio de 1457, así como de las fortalezas de Tczew e Iława el 13 de junio del mismo año.

## Orígenes del tratado

### Tropas mercenarias en la Guerra de los Trece Años
El rápido desarrollo de la sublevación en Prusia, la desobediencia a las autoridades de la Orden por parte de las ciudades pertenecientes a la Confederación Prusiana y la caída de fortalezas clave en febrero de 1454 provocaron el pánico entre los Caballeros Teutónicos, muchos de los cuales se marcharon a Alemania o huyeron a Malbork sin intentar defender los territorios teutónicos contra los rebeldes.
La pérdida de control sobre el Estado prusiano y la falta de caballeros impidieron al Gran Maestre movilizar a la Orden en su totalidad para defenderla, por lo que tuvo que recurrir a fuerzas mercenarias para las acciones militares. 
Los mercenarios procedían principalmente de Alemania y Bohemia. Los taboritas, que emigraron de tierras checas tras la victoria de los utraquistas en las guerras husitas por miedo a las represalias, fueron los precursores de la táctica de lucha con infantería mercenaria. 
La superioridad de las tácticas de los mercenarios quedó demostrada en la decisiva batalla de Chojnice, el 18 de septiembre de 1454: el ejército teutón al mando de Bernard von Zinneberg derrotó a la indisciplinada y anticuada movilización de masas polaca liderada por Casimiro IV, consiguió el libre acceso al estado prusiano, socorrió a Malbork y socavó la posición del Reino de Polonia en los estados prusianos. 

### Quiebra de la Orden Teutónica y del Reino de Polonia

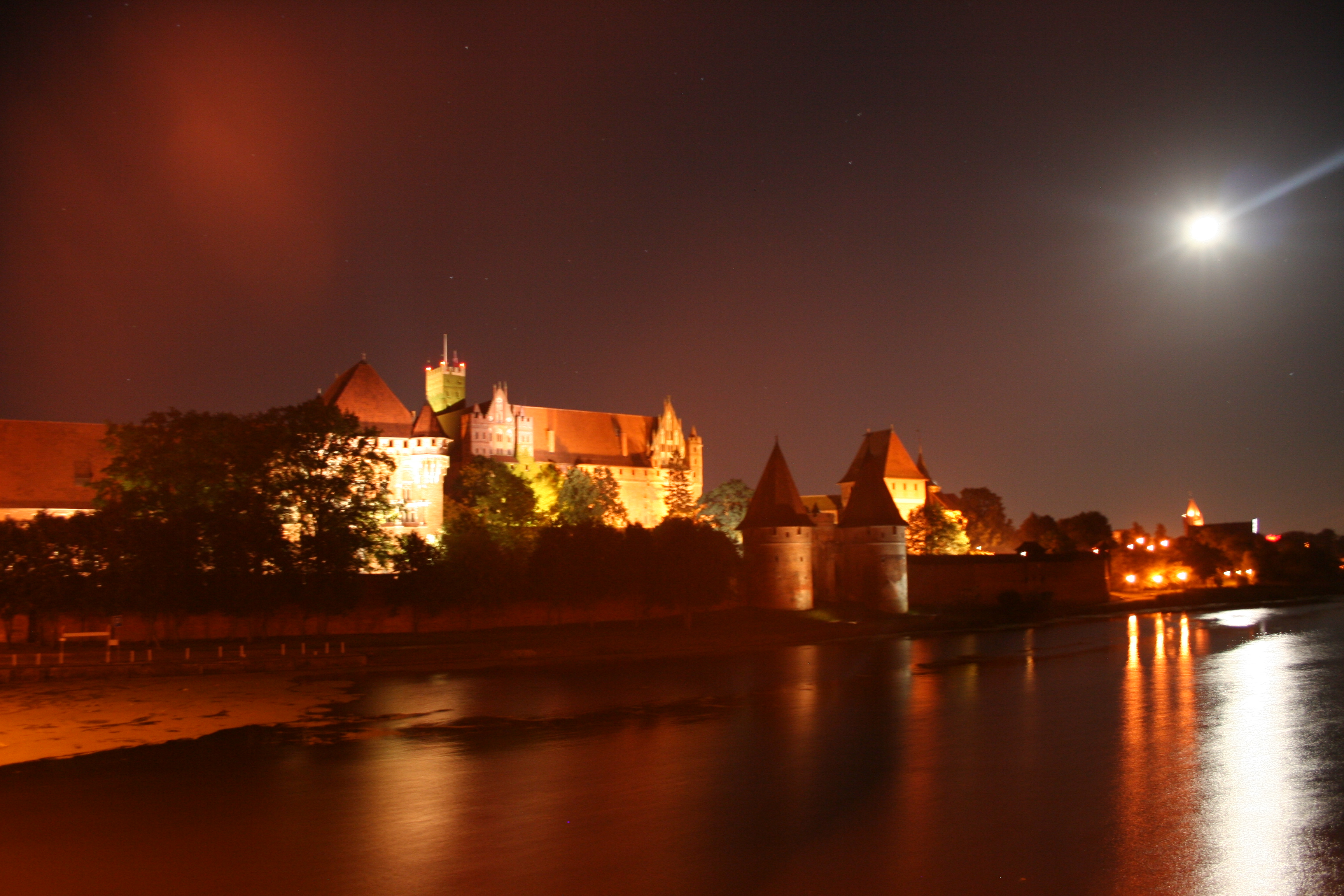
La fortaleza de Malbork de noche. La capital no conquistada de la Orden Teutónica durante la Guerra de los Trece Años fue vendida a Polonia por mercenarios alemanes y checos.

El coste anual de contratar un mercenario a caballo era de 40 florines, mientras que un mercenario de infantería (trabante) costaba la mitad de esa cantidad.
Los ingresos anuales del Reino de Polonia rondaban los 90 000 florines.
Debido a los préstamos para financiar la Guerra de Hungría (1440-1444) y a la distribución de los bienes reales entre los nobles, el tesoro real estaba agotado.En la crítica situación del tesoro, los mayores gastos dependían de impuestos especiales.
Al principio de la Guerra de los Trece Años, la Orden anticipaba dinero a las fuerzas mercenarias que había reclutado. Privada de los ingresos de las 56 ciudades prusianas que se rebelaron contra el Gran Maestre o fueron tomadas por los insurgentes en la primavera de 1454, la Orden no pudo saldar rápidamente sus deudas con los mercenarios.
El 28 de septiembre de 1454, las autoridades de la Orden reconocieron ante los comandantes de las unidades mercenarias llegadas a Malbork que no disponían de fondos suficientes para pagar sus salarios. En respuesta, las unidades mercenarias individuales suspendieron sus operaciones contra la Confederación Prusiana. 
El 4 de octubre de 1454, los rittmasters Heinrich von Plauen (el joven) y Wit von Schönburg iniciaron negociaciones con el Gran Maestre para aplazar el plazo de pago a los mercenarios. El 7 de octubre, la mayoría de las unidades mercenarias partieron hacia Malbork, dejando en Tczew un pequeño destacamento bajo el mando de Oldrzych Czerwonka. Los mercenarios confiscaron plata y joyas de la iglesia, así como alimentos en la capital teutona para saldar deudas y paliar las dificultades de aprovisionamiento de Malbork, aunque no obtuvieron satisfacción para la mayoría de sus reclamaciones. 

## Condiciones del tratado

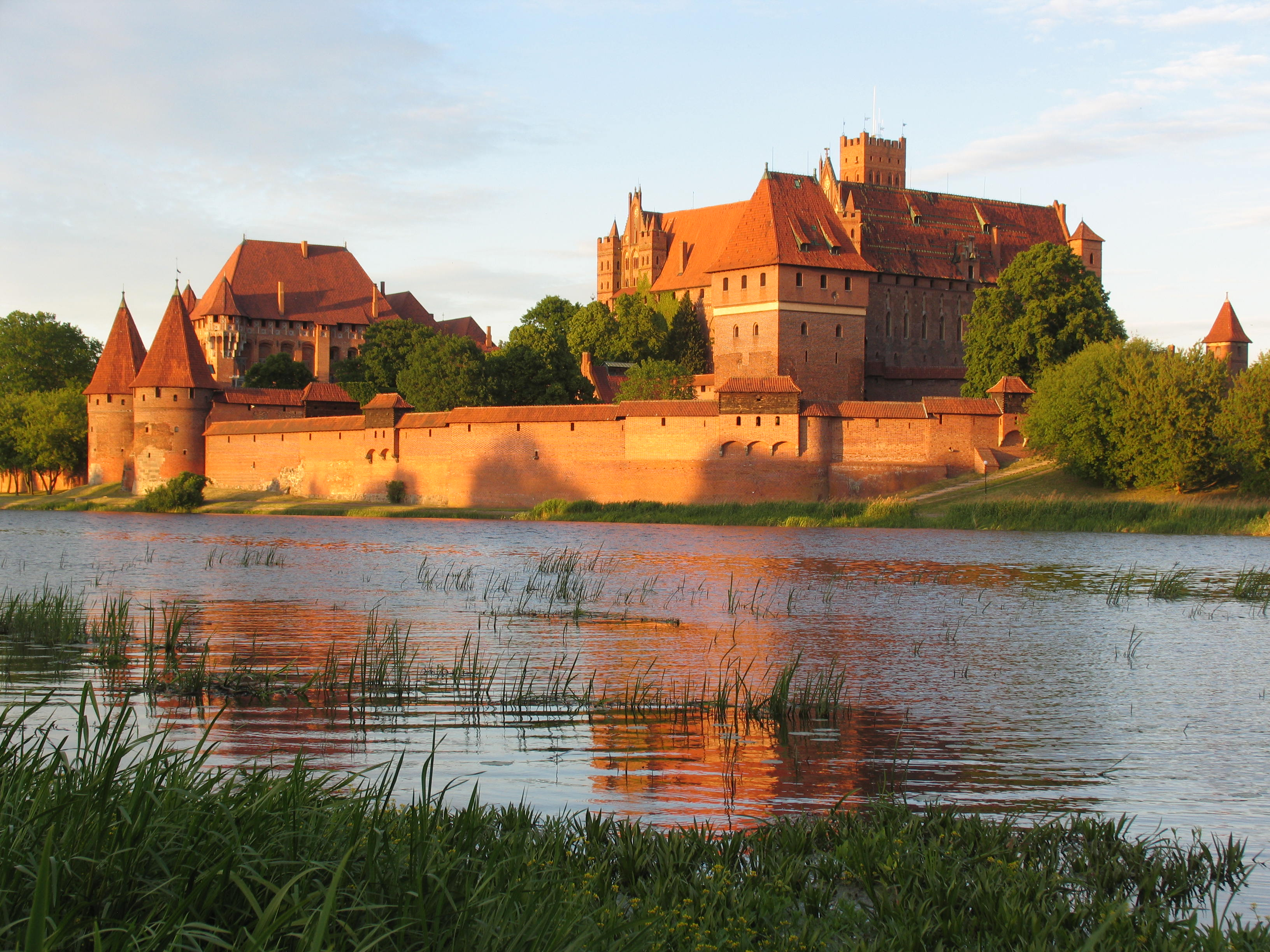
La fortaleza de la Orden Teutónica en Malbork fue el lugar donde el Gran Maestre firmó el acuerdo de garantía con los mercenarios.

El 9 de octubre de 1454, en Malbork, las autoridades de la Orden y los comandantes de las unidades mercenarias, representados por los rittmasters Bernard von Zinnenberg, Adolf von Gleichen y Hans von Monfort-Pfannenberg, llegaron a un acuerdo de garantía. Según sus disposiciones, los rittmasters se comprometían a defender las fortalezas y ciudades que ocupaban contra Polonia y la Confederación Prusiana, y a seguir sirviendo a la Orden, dejando tanto la autoridad suprema (Herrschaft) sobre todas las ciudades y fortalezas como los ingresos asociados a la Orden Teutónica. A cambio, la Orden impuso a los distritos que mantenían guarniciones de mercenarios la obligación de proporcionar mantenimiento continuo a dichas guarniciones y forraje para los caballos, y se comprometió a pagar todas las deudas a los mercenarios antes del 19 de febrero de 1455. En caso de incumplimiento del plazo, la Orden se vería obligada a entregar a los mercenarios todas las ciudades ocupadas por ellos, junto con la población, y las fortalezas con los cautivos retenidos en ellas como rescate, con derecho a venderlos para satisfacer sus reclamaciones.
El modelo de este tipo de tratado fue, en última instancia, el incumplido tratado de 1447 entre el duque Guillermo III y las fuerzas mercenarias sobre el compromiso de pago de las fortalezas de Turingia.
En conjunto, este tratado era ventajoso para la Orden porque permitía al Gran Maestre continuar las operaciones militares con la intención de reconquistar las ciudades prusianas y pagar a los mercenarios, y también la protegía de reclamaciones individuales de unidades mercenarias.
Sus inconvenientes solo podían ponerse de manifiesto si se incumplía el tratado en el plazo especificado, sobre el que la Orden se comprometía a informar a los mercenarios con un preaviso de un mes. 

## Ejecución del tratado

### Guerra al crédito

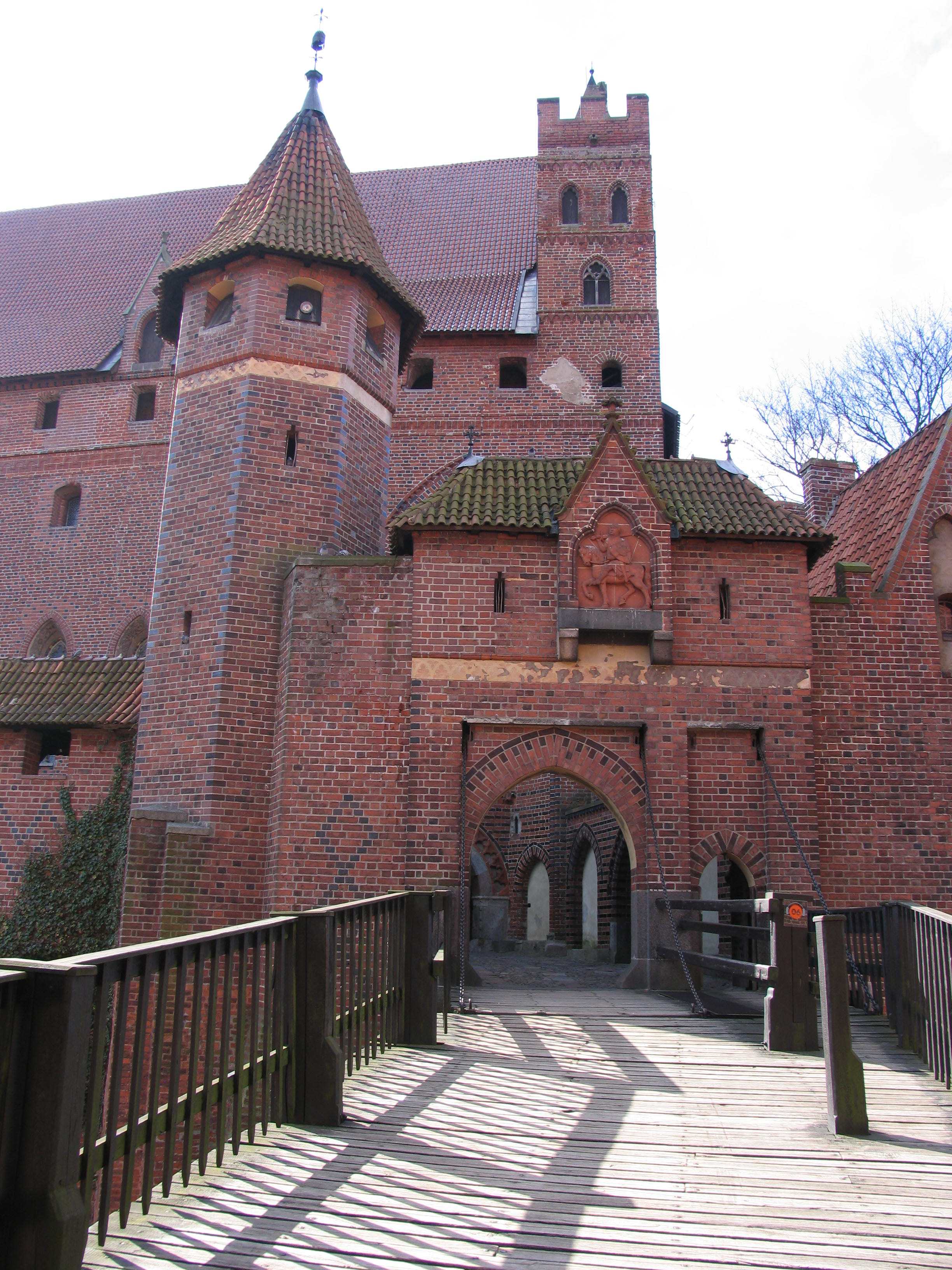
Fortificaciones de la Orden Teutónica en Malbork. La fortaleza, adquirida por el Reino de Polonia en 1457 a los mercenarios, siguió siendo una de las tres fortalezas más fuertes de Polonia hasta finales del.

En los primeros meses tras la firma del tratado de Malbork, las acciones militares llevadas a cabo a crédito reportaron importantes éxitos a la Orden Teutónica: interrumpieron temporalmente las comunicaciones a lo largo del Vístula entre Polonia y Gdańsk y la Baja Prusia, y reconquistaron varias ciudades y fortalezas.Sin embargo, fueron necesarias acciones más enérgicas debido al fracaso en la reconquista de los principales centros urbanos y los ingresos asociados, así como a la postura vacilante de Prusia Oriental y Prusia Occidental. En el invierno de 1454, la Orden Teutónica consiguió apoderarse de varias fortalezas que formaban una barrera que aseguraba Malbork y los pasos del Vístula,y en enero de 1455 repelieron la ofensiva lanzada por el Reino de Polonia con las fuerzas de la milicia campesina de la Pequeña Polonia. 
Los intentos de restaurar la autoridad del Gran Maestre sobre Gdańsk, que repelió el ataque teutón el 13 de enero de 1455, y sobre Toruń, que reprimió la conspiración pro teutónica de los burgueses el 13 de marzo del mismo año, fracasaron. 
Solo en marzo de 1455, debido a la revuelta de los burgueses proteutónicos de dos de los tres distritos de la capital de la Baja Prusia, Königsberg, la ciudad pasó al bando del Gran Maestre. La lealtad del distrito portuario de Kneiphof a la Confederación Prusiana obligó a las autoridades teutonas a organizar una expedición cuyo objetivo final era capturar Königsberg y recuperar la Baja Prusia y Sambia. Las acciones contra Kneiphof y el socorro confederado a la ciudad duraron hasta julio de 1455. 
A finales de abril de 1455, las deudas impagadas de la Orden Teutónica con los mercenarios superaban los 400 000 florines.

### Rebelión mercenaria
El 23 de abril de 1455, el Gran Maestre volvió a incumplir el plazo de pago de los salarios de los soldados teutones y, como consecuencia, el 2 de mayo del mismo año, los mercenarios amotinados bajo el mando de Czerwonka tomaron el control de las fortalezas de Malbork, Tczew, Sztum, Gniew e Iława, haciendo valer por la fuerza sus derechos como gobernantes. El Gran Maestre von Erlichshausen se convirtió en rehén en su propia capital y, privado del control sobre Malbork y de los ingresos del distrito del castillo, no pudo apoyar el asedio en curso del distrito portuario de Königsberg-Kneiphof, que había comenzado en abril de 1455. El comandante de las fuerzas teutonas cerca de Königsberg, Heinrich von Plauen de Elbląg, se vio obligado a destinar los impuestos recién recaudados de la Baja Prusia a sus soldados, lo que agravó la crisis del Gran Maestre. Von Erlichshausen tampoco pudo contar con la ayuda del duque de Silesia, Baltasar de Żagań, quien, el 16 de junio de 1455, dirigió a sus propios mercenarios y guarniciones de las fortalezas cercanas (932 soldados de caballería y 571 trabantes) para que abandonaran Malbork y reforzaran el asedio de Kneiphof. 

### Pronóstico
En el verano de 1455, la Confederación Prusiana y el Reino de Polonia iniciaron negociaciones con los mercenarios para la redención de las fortalezas capturadas. Debido a la bancarrota de ambos bandos en conflicto y a la repulsa de otra expedición de movilización masiva polaca en otoño de 1455, los comandantes checos y alemanes de los mercenarios, que contaban con el mayor ejército prusiano, se hicieron con el control de la situación y exigieron demandas extravagantes. 
Durante las negociaciones, los mercenarios rittmasters no lograron mantener una postura unificada. Para la parte polaca, el punto más importante de la negociación era establecer los términos de la compra de la fortaleza de Malbork, y la posible compra de otras fortalezas tenía una importancia secundaria. Los rittmasters mercenarios checos lideraban a los partidarios de hacer un trato con el Reino de Polonia, aunque solo representaban un tercio de los mercenarios que participaban en el tratado. Los partidarios alemanes de vender las fortalezas a Polonia estaban liderados por el mercenario Mikołaj Welfersdorf. 
En diciembre de 1455, la situación negociadora se complicó cuando la parte polaca rechazó las propuestas iniciales de los mercenarios y rompió las negociaciones. A continuación, los mercenarios ofrecieron las fortalezas que poseían a cualquier comprador potencial, especialmente a Livonia, Dinamarca, Brandeburgo y al exiliado rey de Suecia, Carlos VIII. Sin embargo, rechazaron la propuesta desfavorable de los livonios (la rama livonia de la Orden Teutónica) de entregar la fortaleza de Marienburg (Malbork) a cambio de 100 000 florines y la promesa de pagar otros 100 000 florines más adelante. 
En junio de 1456, el líder de los mercenarios, Czerwonka, propuso al Reino de Polonia la venta de 21 fortalezas a cambio de 463 794 florines, que representaban la paga militar atrasada y la compensación por la pérdida de caballos y armas. Finalmente, el 29 de julio de 1456 se firmó un tratado en Toruń, por el que los mercenarios se comprometían a vender las fortalezas a cambio de 436 000 florines y acordaban recibir un cuarto del precio acordado en bienes. 
El Gran Hospitalario von Plauen y el partidario del tratado von Zinnenberg propusieron mejores condiciones para los mercenarios, y el 14 de agosto de 1456 se firmó un tratado en Prabuty: las guarniciones de la mayoría de las fortalezas renunciaron al tratado de Toruń a cambio de la obligación de pagar las deudas antes de noviembre de 1456 y de condiciones favorables para seguir prestando servicios.  
Los partidarios del tratado de Toruń que ocupaban la fortaleza de Gniew desencadenaron una revuelta contra su mando, pero fue reprimida por mercenarios leales a la Orden. El grupo que optaba por vender la fortaleza se vio obligado a abandonarla y se dirigió a Malbork. Las fortalezas, envueltas en conflictos internos, no pudieron desarrollar ninguna actividad y las operaciones militares terrestres se paralizaron. 

### Venta de fortalezas prusianas

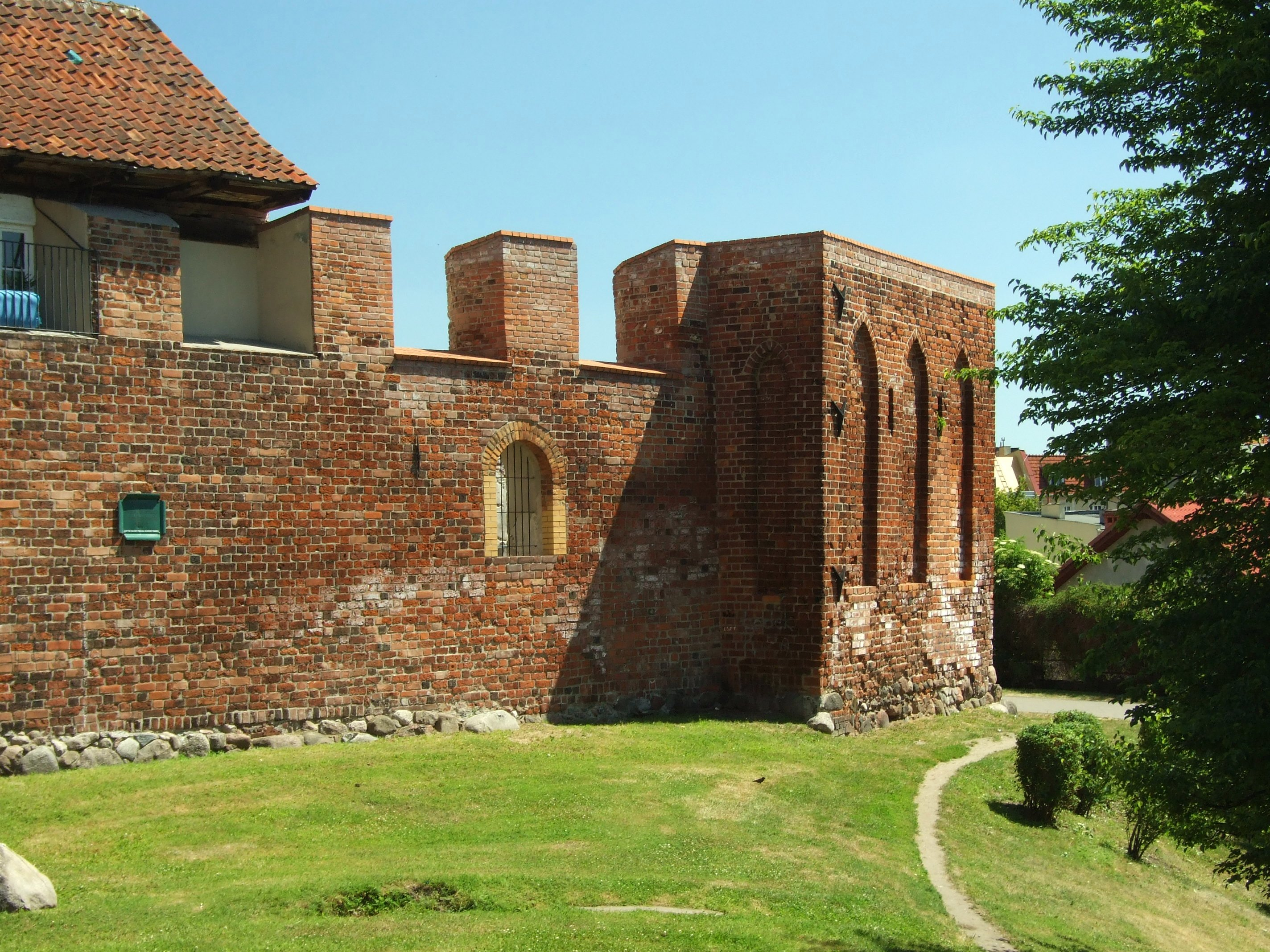
Las murallas defensivas de Tczew fueron una de las fortalezas que el Reino de Polonia y la Confederación Prusiana compraron a los mercenarios teutones. Tczew permaneció en manos polacas hasta el final de la guerra.

El 16 de agosto de 1456, Czerwonka, en nombre de las guarniciones de Malbork, Tczew, Iława, Chojnice, Czarne y Debrzno, concluyó un nuevo tratado con la Confederación Prusiana y el Reino de Polonia relativo a la venta de seis fortalezas. Sin embargo, en el mismo mes, la Orden Teutónica consiguió pagar anticipos a los mercenarios que ocupaban Debrzno, Chojnice y Czarne. Como resultado, estas guarniciones dejaron de formar parte del tratado del 16 de agosto de 1456. Ambas partes del conflicto empezaron a acumular las sumas acordadas.
La acumulación de fondos para la redención de fortalezas mediante el aumento de los impuestos desencadenó rebeliones de los plebeyos en Gdańsk y Toruń. A pesar del apoyo de la Orden Teutónica a estos disturbios, los ayuntamientos de las ciudades de la Confederación Prusiana consiguieron mantener el poder y reprimir las rebeliones con la ayuda de mercenarios reales. 
Una parte importante de los fondos necesarios para la compra de las fortalezas fue prestada por la ciudad de Gdańsk a cambio de concederle un gran privilegio. 
En virtud del tratado modificado, acordado en primavera de 1457, los mercenarios vendieron las fortalezas de Malbork, Tczew e Iława al Reino de Polonia por un importe total de 190 000 florines. El 6 de junio de 1457, tras el pago del último plazo, el Reino de Polonia se hizo con la capital del estado teutón, Malbork, junto con la fortaleza, y el 13 de junio con Tczew e Iława. 

## Consecuencias del tratado

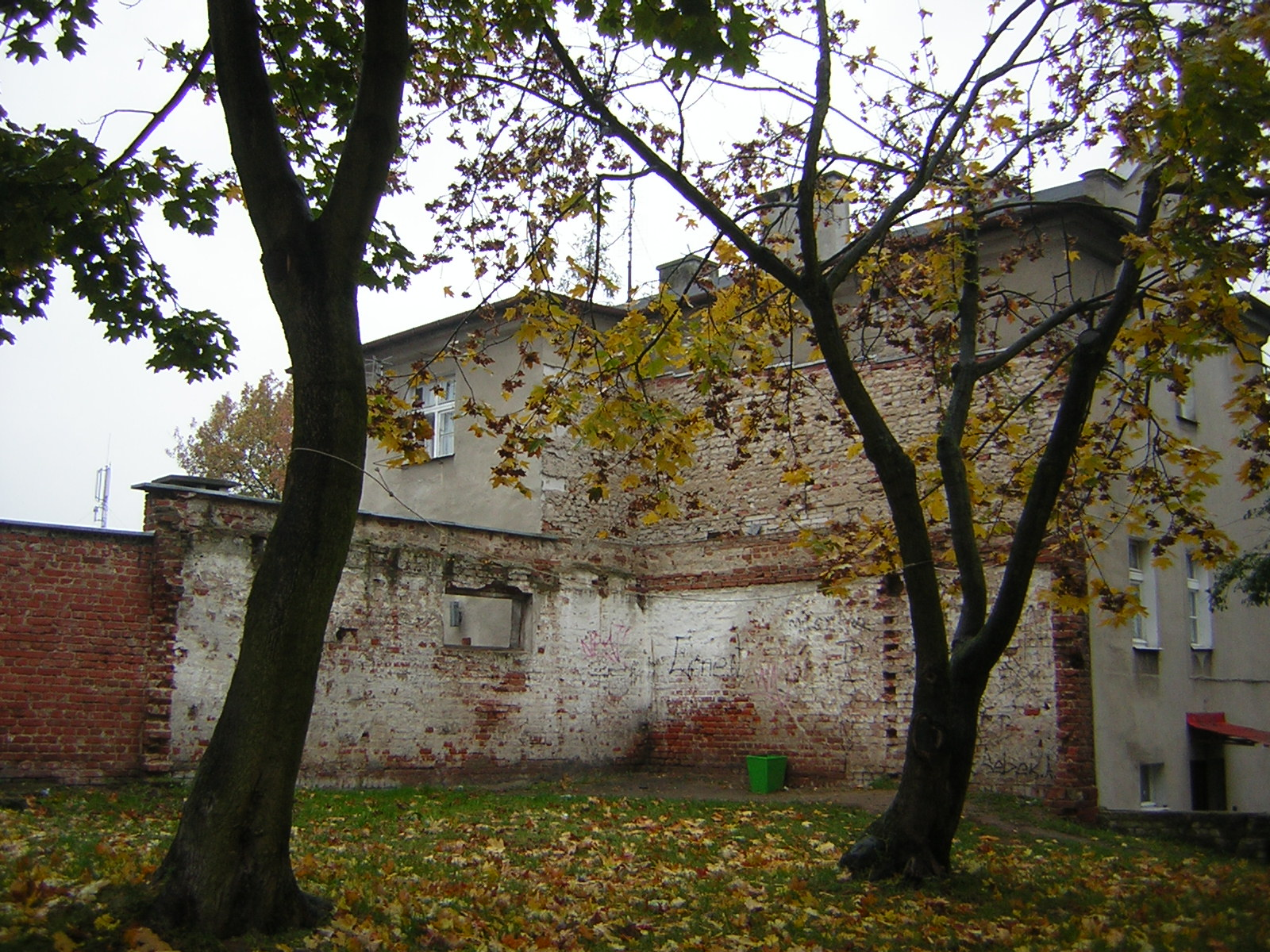
Restos de las murallas medievales de Iława. La ciudad fue vendida por mercenarios al Reino de Polonia junto con Tczew y Malbork, pero en octubre de 1457 volvió al control de la Orden Teutónica debido a las acciones de la facción pro-teutónica.

El 8 de junio de 1457, Casimiro IV entró ceremoniosamente en el castillo de Malbork, donde el alcalde Bartłomiej Blume le rindió homenaje en nombre de la ciudad. El rey también recuperó los estandartes perdidos en Chojnice. Luis de Erlichshausen huyó a Chojnice. 
Posteriormente, en julio de 1457, se produjo un intento de controlar toda la ruta navegable del Vístula mediante la captura de la fortificada Gniew, defendida por Fritz Raweneck. El asedio no tuvo éxito y las fuerzas sitiadoras, comandadas por Prandota Lubieszowski, se vieron obligadas a retirarse el 22 de septiembre de 1457. Al mismo tiempo, el Gran Maestre von Erlichshausen se dirigió en secreto a Königsberg, que convirtió en la nueva capital del Estado teutón y en el principal bastión de la resistencia. 
El 28 de septiembre de 1457, debido a la traición de la facción pro-teutónica de Malbork, liderada por Bartłomiej Blume, las fuerzas teutonas tomaron el control de la ciudad y comenzaron a asaltar la fortaleza. Así comenzó el Sitio de Marienburgo.
El 1 de octubre de 1457, tras el desalojo de la guarnición polaca de Iława, los habitantes derrocaron a las autoridades pro-polacas de la ciudad y, tras llegar a acuerdos con el castellano teutón Ulrich von Kinsberg, restauraron la autoridad de la Orden.
Oldrzych Czerwonka, a cambio de ponerse del lado del rey Casimiro IV y entregar la fortaleza de Malbork, fue recompensado con la concesión de tres starostwos y nombrado starosta de Malbork.
Gracias a su presión, Bernard von Zinnenberg, que había sido capturado en Chojnice, fue liberado del cautiverio polaco. 
En marzo de 1460, Czerwonka fue juzgado en Praga ante el tribunal real presidido por el regente Jorge de Poděbrady por traición y conducta impropia de un soldado, y fue encarcelado. El acusador era también un súbdito de las tierras checas, Bernard von Zinnenberg.

## En la cultura
La venta de la fortaleza de Malbork por parte de fuerzas mercenarias se menciona en la novela de Stefan Żeromski Wiatr od morza, en el capítulo Bitwa pod Świecinem, descrito como «la traición que golpeó a la Orden en la cabeza». La toma de Malbork por parte del Reino de Polonia se menciona en el último capítulo (LII) de la novela de Henryk Sienkiewicz Los caballeros de la cruz, descrito como «un momento afortunado». 